# 安良波明里
安良波 明里（あらは めいり、1993年3月8日 - ）（現在はMEIRIで活動している。）は、日本の女性歌手。所属レコード会社はBeing。所属事務所はプロダクションキャッツアイ。出身は大阪府。

## 略歴
大阪で生まる。21歳の時に米国へダンス留学をし、帰国後に歌手デビューの話が持ちかけられ、デビューへの準備に入る。そして2015年、自身が作詞した「21 ANTHEM」でアーティストデビューをする。このデビュー曲は「KOBE COLLECTION 2015 AUTUMN/WINTER」の公式テーマソングとなっている。
2015年
- 6月6日、公式ウェブサイト及びInstagramのオープンと同時に「21 ANTHEM」のMVが公開される。
- 9月5日、「KOBE COLLECTION 2015 AUTUMN/WINTER」にライブアーティストとして出演し、公式テーマソングを歌う。
- 9月27日スタートの連続ドラマ『JKは雪女』（毎日放送）の主題歌「you! you! you!」を担当[1]。
- 9月28日、『you! you! you!』配信リリース。
- 11月4日、「you! you! you!」がムラサキスポーツのCMソングタイアップに決定。安良波本人もイメージモデルとしてCM出演する。

2016年
- 1月6日、『サンエー那覇メインプレイス冬のクリアランスセール』のCMソングとしてオンエア開始。
- 1月17日、『TOKYO AUTO SALON 2016』出演。

2018年
- 12月、第1子となる男児を出産。

## CM
- ムラサキスポーツ（2015年 - 2016年）